# Lepisorus kuchenensis
Lepisorus kuchenensis är en stensöteväxtart som först beskrevs av Y. C. Wu, och fick sitt nu gällande namn av Ren-Chang Ching. Lepisorus kuchenensis ingår i släktet Lepisorus och familjen Polypodiaceae. Inga underarter finns listade.